# Mount Separation
Mount Separation är en bergstopp i Heard- och McDonaldöarna (Australien). Den ligger i den centrala delen av Heard- och McDonaldöarna. Toppen på Mount Separation är 1 480 meter över havet. Mount Separation ligger på ön Heard Island.